# Safi de Pèrsia
Safi de Pèrsia (històricament Safi I de Pèrsia, ja que durant uns mesos el xa Sulayman I de Pèrsia va regnar amb el nom de Safi II de Pèrsia, persaشاه صفی) fou xa de Pèrsia de la dinastia safàvida del 1629 al 1642. Fou el sisè governant de la dinastia.
Safi va portar el nom de naixement de Sam Mirza. Era el fill de Muhammad Bakir Mirza, el fill gran d'Abbas I i de Dilaram Khanum, una dona georgiana. El 1615, Abbas va fer matar el seu fill per temor a una conspiració contra la seva vida. Durant els següents anys, el desconfiat Abbas va matar o cegar als seus altres fills, deixant com a hereu el seu net Sam Mirza.
A la mort del seu pare el 19 de gener de 1629, Sam Mirza va pujar al tron i fou coronat com a xa Safi el 28 de gener de 1629 a l'edat de divuit anys. Cruelment va eliminar qualsevol que va considerar com una amenaça al seu poder, executant gairebé tots els prínceps reials safàvides així com els principals cortesans i generals. Parava poca atenció als afers de govern i no tenia gens d'interès per afers culturals o intel·lectuals (mai no havia après a llegir o escriure pròpiament), preferint passar el seu temps bevent vi o amb la seva addicció a l'opi. Suposadament, tanmateix, odiava el fum de tabac tant com el seu avi, arribant al punt que matava als que fumaven en públic tirant-los plom fos a la boca.
La figura política dominant del regnat de Safi fou el gran visir Saru Taki, designat pel càrrec el 1634 després de va fer matar l'antic gran visir Iman Kuli Khan Undiladzé (fill gran i successor d'Allahverdi Khan Undiladzé, mort en 1613). Saru Taki era incorruptible i altament eficient, i va elevar els ingressos de l'estat, però també fou un personatge autocràtic i arrogant.
Els enemics estrangers de Pèrsia van aprofitar l'oportunitat d'explotar el que percebien com a debilitat de Safi. Els otomans van fer incursions a l'oest de Pèrsia el 1630 i 1634, i el 1638 reeixiren a capturar Bagdad, que romandria a les seves mans fins a la Primera Guerra Mundial. No obstant això, el Tractat de Zuhab que es va signar el 1639, va posar fi a les guerres entre safàvides i otomans. A part dels atacs otomans, Pèrsia fou atacada també pels uzbeks i turcmans a la part oriental i va perdre Kandahar davant l'Imperi Mogol el 1638.
Safi va morir el 12 de maig de 1642 i el va succeir el seu fill Abbas II